# Acrocercops orianassa
Acrocercops orianassa is een vlinder van de familie van de mineermotten (Gracillariidae). De wetenschappelijke naam van deze soort is voor het eerst voorgesteld door Edward Meyrick in een publicatie uit 1932.
De soort komt voor in Ethiopië en Oeganda.